# Bill Shuster
William Shuster, detto Bill (McKeesport, 10 gennaio 1960), è un politico statunitense, membro della Camera dei Rappresentanti per lo stato della Pennsylvania dal 2001 al 2019.

## Biografia
Figlio del deputato repubblicano Bud Shuster, Bill ottenne un MBA e dopo gli studi aprì una concessionaria Chrysler, lavorando anche per conto della Goodyear.
Nel 2001, quando suo padre si ritirò dal Congresso, Bill concorse nelle elezioni speciali per determinare il suo successore e riuscì a vincerle. Negli anni successivi venne riconfermato dagli elettori per altri otto mandati con alte percentuali di voto, finché nel 2018 annunciò la propria intenzione di non cercare la rielezione e lasciò la Camera dopo quasi diciotto anni di permanenza.
Come suo padre, Shuster è un conservatore: contrario all'aborto e all'immigrazione clandestina, supporta invece il diritto di possedere delle armi.